# Glibenclamida
La glibenclamida, conocida además como gliburida, es un medicamento hipoglucemiante oral de la clase de las sulfonilureas,se utiliza en el  tratamiento de la diabetes mellitus tipo 2. Para marzo del año 2007, la glibenclamida era uno de dos hipoglucemiantes orales incluidos en la Lista de Medicamentos Esenciales de la OMS. Se vende comercialmente en dosis de 1,25 mg, 2,5 mg y 5 mg. También se presenta en combinación con la metformina.
En animales de experimentación, se ha demostrado que la glibenclamida puede mejorar los resultados de un derrame previniendo el edema cerebral. En relación con esas evidencias, estudios retrospectivos mostraron que los pacientes con diabetes tipo 2 que habían estado tomando glibenclamida tenían resultados positivos en las tasas de derrames en comparación con diabéticos que no estaban tomando el medicamento.

## Mecanismo de acción
La glibenclamida bloquea los canales de potasio dependientes de ATP que hay en las membranas de las células pancreáticas beta, provocando despolarización, entrada de calcio y liberación de insulina. La glibenclamida, además, disminuye la glucogenólisis hepática y la gluconeogénesis.

## Efectos secundarios
La glibenclamida es una de las principales causas de hipoglicemia inducida por drogas, por lo que el uso de este medicamento puede causar temblores, mareos o vahídos, dolor de cabeza, debilidad y confusión, entre otras. También se ha asociado a ictericia colestásica. Estudios recientes han demostrado que la combinación de la glibenclamida con metformina está asociada a una mortalidad considerablemente mayor que si se combina la glibenclamida con otros estimulantes de la secreción de insulina. De modo que la seguridad de la antes mencionada combinación se ha cuestionado.
La metformina ha estado implicada en la aparición de una grave condición llamada acidosis láctica. Hay evidencias que sugieren que la glibenclamida tiene un efecto promotor en la aparición de carcinogénesis.

## Síntesis
El derivado N-acetilo de la β-fenetilamina se hace reaccionar con ácido clorosulfónico para formar el derivado para-fenil-cloruro. Este es entonces sujeto a amoniólisis, seguido de la remoción de la acetamida mediante catálisis alcalina. Esta es entonces acilada con cloruro ácido 2-metoxi-5-clorobenzoico para dar el intermediario amídico. Este entonces se hace reaccionar con isocianato-ciclohexilo para brindar la sulfonilurea glibenclamida.

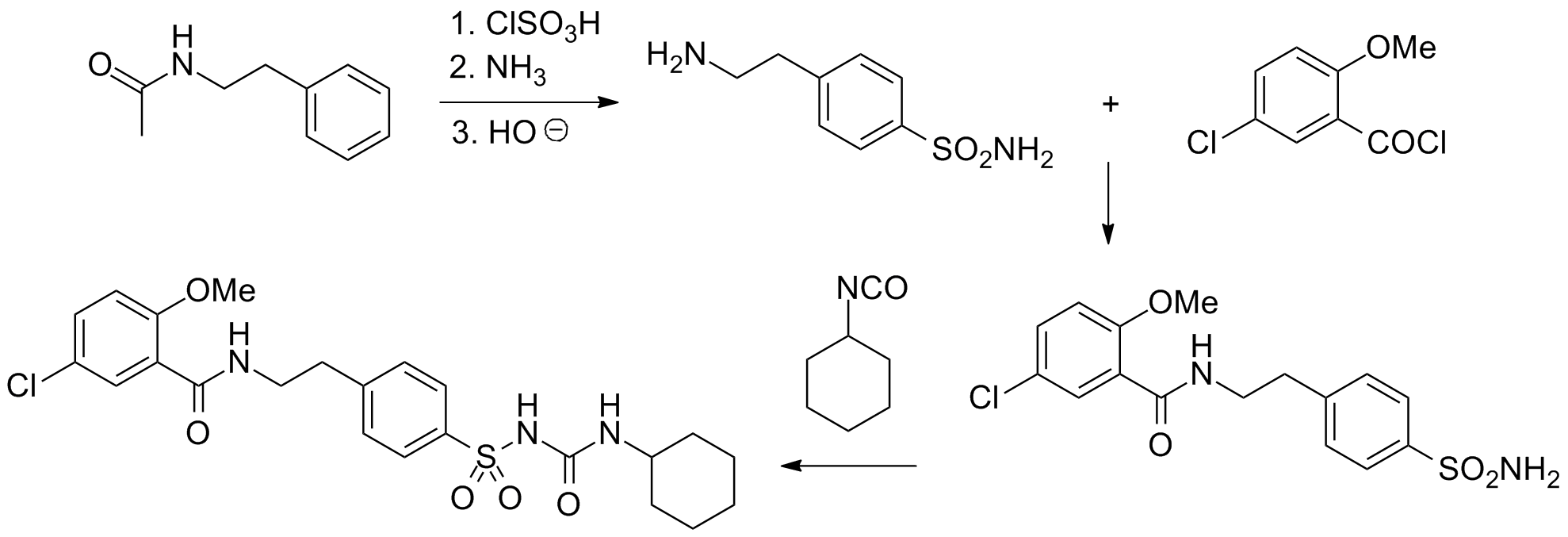
Síntesis de Glibenclamida.